# Chodská Lhota

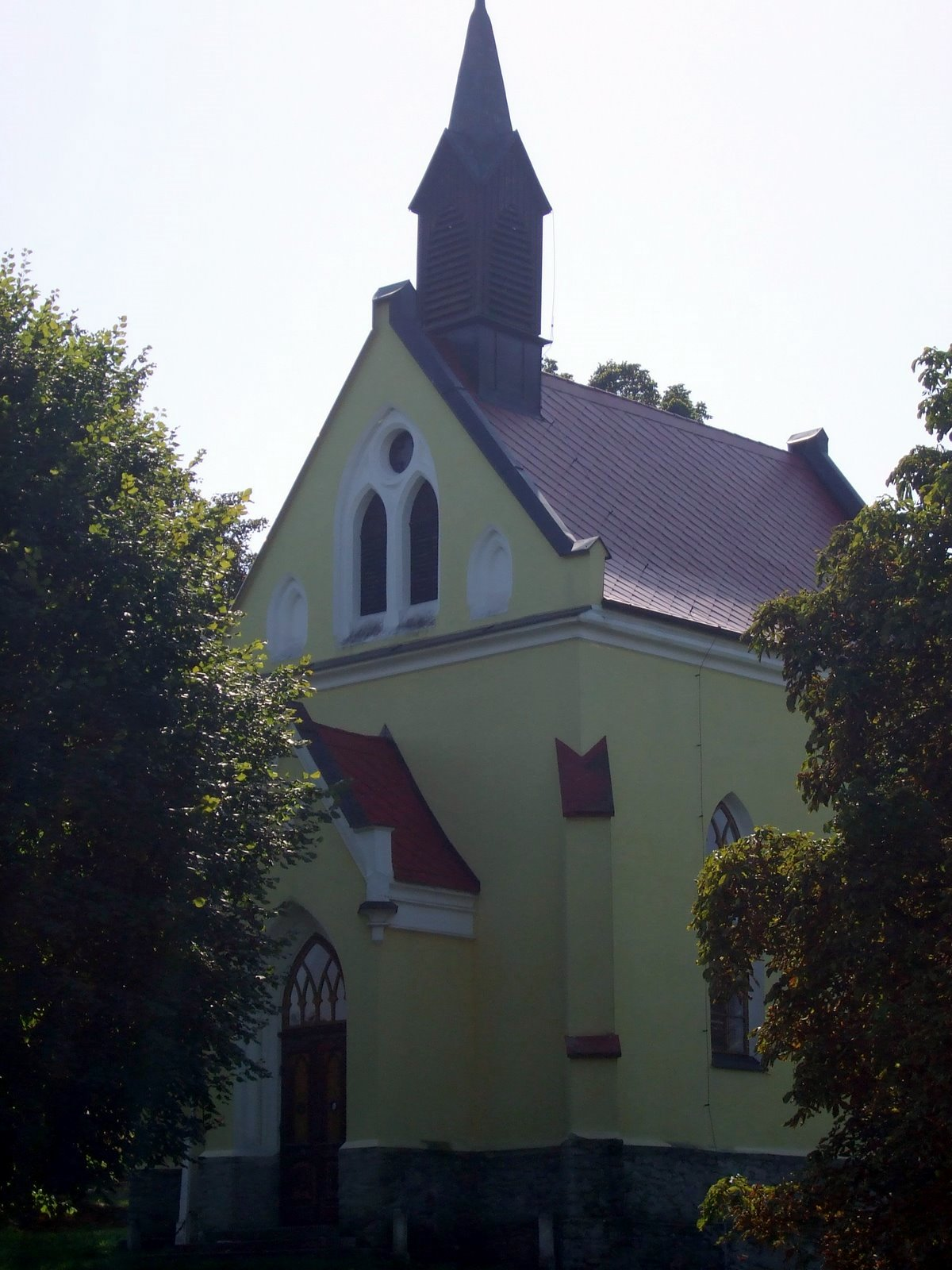
Kapelle des hl. Wenzel

Chodská Lhota (deutsch Melhut) ist eine Gemeinde in Tschechien. Sie liegt 14 Kilometer südöstlich von Domažlice und gehört dem Okres Domažlice an.

## Geographie
Chodská Lhota befindet sich in der Neugedeiner Furche zwischen dem Oberpfälzer und dem Böhmerwald. Der Ort liegt zwischen den Hügeln Dobrá hora (640 m), Chlumek (643 m) und Javorovce (598 m) im Quellgebiet eines kleinen zur Andělice zufließenden Baches. Nördlich des Dorfes verlaufen die Staatsstraße 22 und die Eisenbahn zwischen Klatovy und Domažlice, an der sich auf halbem Wege nach Hluboká die Bahnstation Chodská Lhota befindet. Nordwestlich entspringt der Zahořanský potok.
Nachbarorte sind Hluboká und Dobříkov im Norden, Nové Chalupy, Loučim im Nordosten, Libkov im Osten, Pocinovice im Südosten, Výrov im Süden, Na Šteflích, Chalupy und Hyršov im Südwesten, Hájek im Westen sowie Vítovky im Nordwesten.

## Geschichte
Chodská Lhota ist eines der elf ältesten Chodendörfer und wurde im Chodenprivileg Johanns von Luxemburg vom 16. März 1325 als Lhotka Villa Chodonum erstmals urkundlich erwähnt. Der Ort, der später mit dem deutschen Namen Mehlhut verzeichnet war, gehörte, wie alle freien chodischen Dörfer, zur Burgherrschaft Riesenberg. Am Anfang des 17. Jahrhunderts erhielt Wolf Wilhelm Laminger von Albenreuth die Chodendörfer als Pfand, und zum Ende des Jahrhunderts erhielten die Laminger den Besitz erblich. In der berní rula ist das Dorf als Teil der Herrschaft Újezd Svatého Kříže verzeichnet. Die Bewohner des Ortes beteiligten sich am 1693 niedergeschlagenen Aufstand unter Führung von Jan Sladký Kozina gegen Wolf Maximilian Laminger, genannt „Lomikar“. Im 18. Jahrhundert gehörte das Dorf unter den Grafen von Stadion zur vereinigen Herrschaft Kout na Šumavě/Trhanov. Gepfarrt war Melhut nach Loučim, wohin die Kinder bis zur Eröffnung der ersten eigenen Dorfschule im Jahre 1827 auch eingeschult waren. 1899 wurde die Freiwillige Feuerwehr Chodská Lhota gegründet. 1927 erfolgte der Anschluss des Dorfes an das Elektrizitätsnetz.

## Gemeindegliederung
Für die Gemeinde Chodská Lhota sind keine Ortsteile ausgewiesen. Grundsiedlungseinheiten sind Chodská Lhota, Na Šteflích (Steffelhof)  und Výrov (Weyrowa).

## Sehenswürdigkeiten
- Kapelle des hl. Wenzel in Chodská Lhota, alljährlich findet die St.-Wenzels-Wallfahrt statt
- fünfeckige Nischenkapelle der Hl. Dreifaltigkeit am Weg zwischen Chodská Lhota und Výrov, erbaut 1911